# キャリー・ヘン
キャリー・ヘン（Carrie Henn、1976年5月7日-）は、アメリカ合衆国の元子役。

## 人物
フロリダ州パナマ市出身。
父はアメリカ陸軍二等曹長、母はイギリス人。2歳上の兄クリストファーがいる。
1986年、『エイリアン2』で開拓団唯一の生き残りの少女ニュート役として出演（なお、同作では兄クリストファーもニュートの兄役として出演している）。同作での演技を評価され、サターン若手俳優賞を受賞するも、俳優としての道は選ばず、教師になった。結局これが唯一の映画出演となった（次作『エイリアン3』の撮影時期にはキャリーが既に成長してしまったこともあり、年格好の似た別の子役を起用している）。
『エイリアン2』公開から30周年となった2016年の「コミコン」において、教師となった後も、親から依頼された生徒に映画のソフトにサインがほしいと度々せがまれることを明かしている。

## 出演映画
- エイリアン2（1986年） - ニュート役